# Richard Arno Sehmisch
Richard Arno Sehmisch (ur. 11 marca 1905 w Dreźnie, zm. 1990 w Neuss) – zbrodniarz hitlerowski, SS-Hauptsturmführer, komendant policji granicznej (Grenzpolizeikommissariat) Gestapo w Zakopanem.

## Życiorys
Richard Arno Sehmisch był synem Franza Richarda Sehmischa i Alby z domu  Nacke. Po ukończeniu szkoły policyjnej w Miśni w 1925 roku i zdaniu egzaminu policyjnego w 1928 r. służył w policji. Od 1 grudnia 1933 r. do 31 grudnia 1935 pracował w pułku policji państwowej awansowany w 1932 r. do stopnia nadwahmistrza. W 1934 r. dostał się do szkoły gestapo w Dreźnie a następnie pracował jako nadasystent kryminalny w dowództwie gestapo. Przyjęty został do NSDAP od 1 marca 1937 roku. Wstąpił do SS w 1942 roku (nr identyfikacyjny w SS: 353 259) i awansował do stopnia SS-Hauptsturmführer rozkazem z 9 listopada 1944.
19 sierpnia 1939 r. został odkomenderowany do poufnej misji dowodzonej przez Roberta Weißmanna. Po wybuchu wojny przydzielony został do placówki policji bezpieczeństwa (Aussendienstelle der Sicherheitspolizei) w Zakopanem. Od listopada 1940 roku do początku 1942 roku prowadził placówkę składającą się 7-8 funkcjonariuszy w Szczawnicy. W lipcu 1943 r. został mianowany komendantem placówki gestapo w Zakopanem jako następca Roberta Weißmanna. Ze względu na okrutne tortury stosowane w czasie przesłuchań siedziba gestapo była nazwana Katownią Podhala. 
Jako komendant placówki gestapo odpowiedzialny jest za śmierć kilkudziesięciu więźniów w Palace oraz kilkuset wywiezionych z Palace do Oświęcimia i innych obozów koncentracyjnych. W październiku 1944 r. Sehmisch przeniesiony został na stanowisko komisarza obwodu celnego granicznej ochrony celnej (Zollgrenzchutz) w Zakopanem. Dowodził potem kompanią grenadierów w 567 pułku. Ranny przebywał w szpitalu w Saksonii, a po klęsce Rzeszy przedostał się do krewnych w Norymberdze. 
Pod przybranym nazwiskiem Otto Schmidt ukrywał się do 1950 r., by uniknąć odpowiedzialności za zbrodnie wojenne. Powrócił do swego nazwiska by uzyskać prawa do emerytury, którą uzyskał w wysokości 4000 marek.
Sehmisch był żonaty z Heleną z domu Wenus (miał z nią dwóch synów). Po śmierci pierwszej żony w roku 1956 ponownie ożenił się z Liselottą z domu Ohligher (małżeństwo to było bezdzietne).
Za swoje zbrodnie wojenne w 1965 roku został skazany na 4,5 roku więzienia przez sąd we Fryburgu Bryzgowijskim.